# Mines del Serviol
Les Mines del Serviol es troben al Parc de la Serralada Litoral, les quals són unes mines d'aigua situades al Serviol (un sector al sud del turó del Bon Jesús, al terme de Premià de Dalt).

## Descripció
Són un complex de cinc mines connectades entre si: tres són de captació i dues de conducció. A la mina superior hi havia la Font del Serviol, ara tapiada i sense el broc (aquesta és l'única que raja actualment). Pel que fa a la mina inferior, és la més fàcil de localitzar i on comença una interessant canalització de teula fins a Premià de Dalt: el seu portal és molt senzill, però els primers metres de la galeria són força interessants pel garbuix d'elements i tècniques emprades. A les parets s'alternen trams de pedra amb altres de totxo, mentre que al sostre hi conviuen lloses de pedra i peces de ceràmica. Uns arcs a plec de llibre apuntalen les parets en un punt on aquestes són excepcionalment altes. A l'exterior, un estret aqüeducte serveix perquè l'antiga conducció de teules salvi el torrent que passa a tocar de la boca. Hi ha dos aqüeductes més en el recorregut fins al poble. Aquesta conducció de superfície òbviament ja no s'utilitza, ja que una de moderna i soterrada baixa l'aigua de la mina superior.

## Accés
Són ubicades a Premià de Dalt: cal començar a la cruïlla de la carretera que puja de Premià de Mar amb el carrer Travessia de la Plaça, just davant de l'edifici Els Llorers. Pugem per aquest carrer i, de seguida, girem a l'esquerra per agafar el carreró Pujada al turó d'en Pons. Uns esglaons al final del carreró ens deixaran en un sender, el qual seguirem en direcció oest. Uns 120 metres més endavant veurem a l'esquerra una petita cova i dalt la Casa del Moro. Seguim endavant i sempre amunt. Apareixen de seguida les primeres restes de la canalització de teula de la mina, que anirem trobant contínuament i ens serviran de referència per confirmar que estem en el bon camí. Passem per sota una línia elèctrica. A la dreta i a l'altra banda del torrent, es veuen les feixes del poblat ibèric de la Cadira del Bisbe. Després de passar per dos pontets i superar un muret de pedra, arribem a un camí més ample. El travessem i continuem amunt pel sender. Aquest es bifurca 130 metres més endavant, tirarem per l'esquerra fins a arribar a una pista. Travessem la pista i continuem amunt pel sender, ignorant un que en surt a l'esquerra, fins a arribar a un pontet i a la boca de la mina del Serviol. Coordenades: x=444313 y=4595934 z=321.